# Amara (Amathitis)
Amara (Amathitis) – podrodzaj rodzaju Amara, chrząszczy z  rodziny biegaczowatych i podrodziny Pterostichinae.

## Taksonomia
Takson opisał w 1832 roku Elwood Curtin Zimmerman. Gatunkiem typowym jest Amara aegyptica C. Zimmermann, 1832, będąca synonimem Amara rufescens Dejean, 1829.

## Występowanie
Podrodzaj rozprzestrzeniony od Afryki Północnej i Ukrainy przez Azję Mniejszą i Środkową po Syberię, Mongolię i Chiny. Do fauny europejskiej należą 4 gatunki. 

## Systematyka
Do tego podrodzaju należy 10 opisanych gatunków:
- Amara abdominalis (Motschulsky, 1844)
- Amara fedtschenkoi Tschitscherine, 1898
- Amara karalangana Hieke, 1996
- Amara microdera Chaudoir, 1844
- Amara parvicollis Gebler, 1833
- Amara rubens Tschitscherine, 1898
- Amara rufescens Dejean, 1829
- Amara silfverbergi Hieke, 1996
- Amara stulta Lutshnik, 1935
- Amara subplanata Putzeys, 1866